# Бодин-Карпе, Эстер
Эстер Бодин-Карпе (швед. Esther Bodin-Karpe; род. 26 сентября 1931, Брунфло, лен Емтланд) — шведская пианистка и музыкальный педагог.
Училась в 1950—1957 гг. у Свена Бранделя, затем в 1957—1959 гг. в Вене у Бруно Зайдльхофера. Дебютировала как солистка в 1959 году. Записала фортепианный цикл Леоша Яначека «По заросшей тропе» (первый том), пьесы Вильгельма Петерсона-Бергера, Нильса Бьёркандера, Гуннара де Фрумери (посвятившего пианистке одну из пьес цикла «Посвящения» Op. 80, 1982).
С 1961 года преподавала в Королевской высшей музыкальной школе в Стокгольме, с 1984 года в Шведской королевской музыкальной академии, с 1988 года профессор; среди её учеников Никлас Сивелёв.
Замужем за скрипачом Свеном Карпе (с 1962 года), сын — дирижёр Стефан Карпе.